# Holanthias
Holanthias là một chi cá biển thuộc phân họ Anthiinae nằm trong họ Cá mú. Cả hai loài thuộc chi này đều được tìm thấy ở vùng biển phía đông nam Đại Tây Dương, độ sâu tương đối lớn. Cả hai có chiều dài xấp xỉ 22 cm.

## Loài
Trước đây, chi Holanthias bao gồm khá nhiều loài, nhưng đa phần đã được chuyển sang những chi khác là Anthias, Meganthias, Odontanthias và Pronotogrammus. Hiện tại có 2 loài nằm trong chi này, là:
- Holanthias caudalis Trunov, 1976
- Holanthias fronticinctus (Günther, 1868)